# كورادو غابرييل
كورادو غابرييل (بالإيطالية: Corrado Gabriele)‏ هو سياسي إيطالي، ولد في 26 نوفمبر 1966 في نابولي في إيطاليا. حزبياً، نشط في Communist Refoundation Party ‏. وقد انتخب عضو في البرلمان الأوروبي عن دائرة جنوب إيطاليا لترشحه ضمن قائمة Communist Refoundation Party ‏، وقد انضم خلال فترته النيابية (8 مايو 2006 – 18 يونيو 2006) للكتلة البرلمانية اليسار المتحد الأوروبي-اليسار الأخضر النوردي.